# لنگرماهی ذره‌ای
لنگرماهی ذره‌ای (نام علمی: Normanichthys crockeri) نام یک گونه از راسته عقرب‌ماهی‌سانان است.